# Irish Open 2003
Die Irish Open 2003 im Badminton fanden vom 11. bis zum 14. Dezember 2003 in Lisburn statt.

## Medaillengewinner
| Disziplin    | Gold                              | Silber                              | Bronze                                     |
| ------------ | --------------------------------- | ----------------------------------- | ------------------------------------------ |
| Herreneinzel | Kenneth Jonassen                  | Kasper Fangel                       | Hidetaka Yamada                            |
| Herreneinzel | Kenneth Jonassen                  | Kasper Fangel                       | Kasper Ødum                                |
| Dameneinzel  | Tine Rasmussen                    | Kelly Morgan                        | Nicole Grether                             |
| Dameneinzel  | Tine Rasmussen                    | Kelly Morgan                        | Ella Karachkova                            |
| Herrendoppel | Svetoslav Stoyanov Vincent Laigle | Manuel Dubrulle Mihail Popov        | José Antonio Crespo Sergio Llopis          |
| Herrendoppel | Svetoslav Stoyanov Vincent Laigle | Manuel Dubrulle Mihail Popov        | Simon Archer Robert Blair                  |
| Damendoppel  | Nicole Grether Juliane Schenk     | Liza Parker Suzanne Rayappan        | Lena Frier Kristiansen Kamilla Rytter Juhl |
| Damendoppel  | Nicole Grether Juliane Schenk     | Liza Parker Suzanne Rayappan        | Ragna Ingólfsdóttir Sara Jónsdóttir        |
| Mixed        | Simon Archer Donna Kellogg        | Rasmus Andersen Kamilla Rytter Juhl | Graeme Smith Kirsteen McEwan               |
| Mixed        | Simon Archer Donna Kellogg        | Rasmus Andersen Kamilla Rytter Juhl | Kristian Roebuck Liza Parker               |